# 村佐達也
村佐 達也（むらさ たつや、2007年3月27日 - ）は、日本の男子競泳選手。愛知県刈谷市出身。種目は自由形。2024年パリオリンピック日本代表。2025年世界水泳選手権200m自由形銅メダリスト。

## 経歴
刈谷市立富士松北小学校・刈谷市立富士松中学校・中京大学附属中京高等学校卒、中央大学総合政策学部在学中。
高校1年まで1500mなど長距離を専門としていた。高校のリレーをきっかけに200mに出場し「メンタル的に200メートルは短く感じる。ギアチェンジは長距離でもやっていたので、生きています」と強みを得た。
3年時に2024年パリオリンピックの競泳日本代表に最年少で選出される。男子800mリレーで7位入賞となった。8月18日、全国高校総体の競泳男子200m自由形で、大会新記録を樹立し優勝した。
2025年、第100回競泳日本選手権の男子200m自由形において1分45秒67の高校新記録をマークして初優勝した。7月29日、2025年世界水泳選手権の200m自由形において1分44秒54の日本新記録を樹立し、銅メダルを獲得した。